# Oda (moglie di Ermanno Billung)
Oda, chiamata anche Ode, (... – 15 marzo dopo il 973) fu la prima moglie del margravio sassone Ermanno Billung. Come Stammmutter della stirpe ducale Billunghi, è una delle antenate di quasi tutte le case reali e principesche europee.

## Testimonianze storiche
Non esiste alcun documento che menzioni Oda, eccetto per tre o forse quattro necrologi. Poiché la cronaca nella necrologia della Chiesa di San Michele a Lüneburg del XIII secolo menziona un matrimonio di Ermanno Billung con una certa Ildegarda (Hildegard), Oda è stata trascurata dai ricercatori per secoli. Tuttavia, il dittico dei Billunghi del 1071/85, anch'esso contenuto nel codice, inizia con Hermannus dux e Ode com. (comitissa). Fu solo nel 1951 che Ruth Bork sollevò la questione se Oda fu la moglie di Ermanno Billung.
Nel necrologio di Lüneburg ci sono tre voci di una contessa Ode o Oda. Nessuno di loro è evidenziato con una croce, come invece è consuetudine per i membri della famiglia ducale e gli abati del monastero. La prima voce del 15 marzo recita: O. Ode com.. Nel 1984, Gerd Althoff fece riferimento al necrologio di Xanten, dove, per lo stesso giorno, Ode è segnalata come moglie di un duca Ermanno.

## Matrimonio e figli
Nel dittico, la contessa Oda è seguita da una Hildesuith com. Si presume quindi che quest'ultima sia la seconda moglie di Ermanno Billung o la moglie di suo figlio, il duca Bernardo I, morto/a in giovane età. Poiché non si conosce nessuna Hildesuith tra le nipoti di Ermanno Billung e il nome, a differenza di Oda, non compare nel necrologio di Lüneburg, Hildesuith non può essere considerata la seconda moglie di Ermanno Billung. L'ipotesi che Oda fosse la prima moglie di Ermanno è supportata anche dal fatto che Schwanhilde, la (probabilmente seconda) figlia di Ermanno Billung, chiamò Oda una delle sue due figlie nate dal suo secondo matrimonio con il margravio Eccardo I di Meißen, che divenne regina di Polonia nel 1018 come moglie di Boleslao I.
Ermanno Billung e Oda ebbero i seguenti figli:
- Bernardo I († 1011), duca di Sassonia dal 973 alla morte;

- Liudgero († 1011), conte;

- Matilde († 1008) ∞ (I) Baldovino III, conte di Fiandra e d'Artois ∞ (II) Goffredo il Prigioniero, conte di Bidgau e Methingau, di Verdun e Hainaut;

- Schwanhilde († 1014) ∞ (I) Tietmaro, margravio di Meißen ∞ (II) Eccardo I, margravio di Meißen.